# Copa FGF de 2021
A Copa FGF de 2021 ou Troféu Dirceu de Castro foi a décima sétima edição do torneio realizado pela Federação Gaúcha de Futebol. O nome que a competição recebeu este ano, homenageia o ex-presidente do Cruzeiro, vítima de COVID-19. O campeão dessa competição assegurou uma vaga para a Copa do Brasil de 2022, além de disputar a Recopa Gaúcha de 2022 com o Grêmio, campeão do Campeonato Gaúcho de Futebol de 2021 - Série A.

## Fase de Grupos

### Grupo A
| Grupo A | Grupo A               | Grupo A | Grupo A | Grupo A | Grupo A | Grupo A | Grupo A | Grupo A | Grupo A | Grupo A |
| Pos     | Times                 | Pts     | J       | V       | E       | D       | GP      | GC      | SG      | %       |
| ------- | --------------------- | ------- | ------- | ------- | ------- | ------- | ------- | ------- | ------- | ------- |
| 1       | Passo Fundo           | 28      | 10      | 9       | 1       | 0       | 30      | 3       | +27     | 93      |
| 2       | Glória                | 21      | 10      | 7       | 0       | 3       | 22      | 6       | +16     | 70      |
| 3       | Brasil de Farroupilha | 20      | 10      | 6       | 2       | 2       | 16      | 8       | +8      | 67      |
| 4       | Elite                 | 10      | 10      | 3       | 1       | 6       | 10      | 12      | –2      | 33      |
| 5       | Atlético Carazinho    | 6       | 10      | 2       | 0       | 8       | 5       | 31      | –26     | 20      |
| 6       | Santo Ângelo          | 2       | 10      | 0       | 2       | 8       | 3       | 26      | –23     | 7       |

|  |                                       |
|  | Equipes classificadas à Segunda Fase. |

| Atlético Carazinho    |       | 0 – 3 | 0 – 2 | 0 – 8 | 0 – 4 | 1 – 0 |
| Brasil de Farroupilha | 4 – 1 |       | 2 – 0 | 1 – 0 | 0 – 0 | 3 – 0 |
| Elite                 | 3 – 0 | 0 – 2 |       | 0 – 1 | 0 – 1 | 1 – 1 |
| Glória                | 4 – 0 | 3 – 0 | 1 – 0 |       | 0 – 1 | 2 – 1 |
| Passo Fundo           | 2 – 1 | 4 – 1 | 4 – 1 | 3 – 0 |       | 9 – 0 |
| Santo Ângelo          | 1 – 2 | 0 – 0 | 0 – 3 | 0 – 3 | 0 – 2 |       |

|  |                     |  |        |  |                      |  |  |
|  | Vitória do Mandante |  | Empate |  | Vitória do Visitante |  |  |

### Grupo B
| Grupo B | Grupo B        | Grupo B | Grupo B | Grupo B | Grupo B | Grupo B | Grupo B | Grupo B | Grupo B | Grupo B |
| Pos     | Times          | Pts     | J       | V       | E       | D       | GP      | GC      | SG      | %       |
| ------- | -------------- | ------- | ------- | ------- | ------- | ------- | ------- | ------- | ------- | ------- |
| 1       | Novo Hamburgo  | 25      | 10      | 8       | 1       | 1       | 24      | 3       | +21     | 83      |
| 2       | Aimoré         | 22      | 10      | 7       | 1       | 2       | 23      | 6       | +17     | 73      |
| 3       | Sapucaiense    | 15      | 10      | 5       | 0       | 5       | 20      | 10      | +10     | 50      |
| 4       | Garibaldi      | 15      | 10      | 5       | 0       | 5       | 10      | 13      | –3      | 50      |
| 5       | Cruzeiro-RS    | 12      | 10      | 4       | 0       | 6       | 11      | 20      | –9      | 40      |
| 6       | União Harmonia | 0       | 10      | 0       | 0       | 10      | 3       | 39      | –36     | 0       |

|  |                                       |
|  | Equipes classificadas à Segunda Fase. |

| Aimoré         |       | 4 – 1 | 1 – 0 | 0 – 0 | 1 – 2 | 7 – 0 |
| Cruzeiro-RS    | 0 – 3 |       | 2 – 1 | 0 – 6 | 1 – 0 | 3 – 1 |
| Garibaldi      | 1 – 2 | 1 – 0 |       | 1 – 0 | 2 – 1 | 2 – 1 |
| Novo Hamburgo  | 1 – 0 | 3 – 1 | 3 – 0 |       | 3 – 0 | 5 – 0 |
| Sapucaiense    | 1 – 2 | 1 – 0 | 3 – 0 | 0 – 1 |       | 6 – 0 |
| União Harmonia | 0 – 3 | 0 – 3 | 0 – 2 | 1 – 2 | 0 – 6 |       |

|  |                     |  |        |  |                      |  |  |
|  | Vitória do Mandante |  | Empate |  | Vitória do Visitante |  |  |

### Grupo C
| Grupo C | Grupo C              | Grupo C | Grupo C | Grupo C | Grupo C | Grupo C | Grupo C | Grupo C | Grupo C | Grupo C |
| Pos     | Times                | Pts     | J       | V       | E       | D       | GP      | GC      | SG      | %       |
| ------- | -------------------- | ------- | ------- | ------- | ------- | ------- | ------- | ------- | ------- | ------- |
| 1       | Grêmio               | 24      | 10      | 8       | 0       | 2       | 39      | 8       | +31     | 80      |
| 2       | São José-RS          | 24      | 10      | 8       | 0       | 2       | 37      | 7       | +30     | 80      |
| 3       | Bagé                 | 18      | 10      | 5       | 3       | 2       | 13      | 9       | +4      | 60      |
| 4       | Riopardense          | 8       | 10      | 2       | 2       | 6       | 9       | 36      | –27     | 27      |
| 5       | Rio Grande           | 7       | 10      | 2       | 1       | 7       | 9       | 26      | –17     | 23      |
| 6       | Sport Clube 12 Horas | 5       | 10      | 1       | 2       | 7       | 13      | 34      | –21     | 17      |

|  |                                       |
|  | Equipes classificadas à Segunda Fase. |

| Sport Clube 12 Horas |       | 0 – 3 | 1 – 3 | 2 – 3 | 1 – 1  | 0 – 6 |
| Bagé                 | 1 – 1 |       | 3 – 2 | 1 – 0 | 1 – 1  | 1 – 0 |
| Grêmio               | 5 – 1 | 2 – 0 |       | 4 – 0 | 11 – 0 | 2 – 1 |
| Rio Grande           | 2 – 3 | 1 – 1 | 0 – 3 |       | 2 – 1  | 0 – 3 |
| Riopardense          | 4 – 3 | 0 – 1 | 0 – 6 | 2 – 0 |        | 0 – 3 |
| São José-RS          | 6 – 1 | 2 – 1 | 2 – 1 | 6 – 1 | 8 – 0  |       |

|  |                     |  |        |  |                      |  |  |
|  | Vitória do Mandante |  | Empate |  | Vitória do Visitante |  |  |

## Fase Final
|  | Quartas de final      | Quartas de final    | Quartas de final    | Quartas de final    |   |               | Semifinais                     | Semifinais                     | Semifinais                     | Semifinais                     |  |        | Final                          | Final                          | Final                          | Final                          |  |  |
|  | 20 a 24 de novembro   | 20 a 24 de novembro | 20 a 24 de novembro | 20 a 24 de novembro |   |               | 28 de novembro e 1 de dezembro | 28 de novembro e 1 de dezembro | 28 de novembro e 1 de dezembro | 28 de novembro e 1 de dezembro |  |        | 5 de dezembro e 12 de dezembro | 5 de dezembro e 12 de dezembro | 5 de dezembro e 12 de dezembro | 5 de dezembro e 12 de dezembro |  |  |
|  |                       |                     |                     |                     |   |               |                                |                                |                                |                                |  |        |                                |                                |                                |                                |  |  |
|  | Passo Fundo           | 0                   | 1                   | 1 (3)               |   |               |                                |                                |                                |                                |  |        |                                |                                |                                |                                |  |  |
|  | São José-RS           | 1                   | 0                   | 1 (1)               |   |               |                                |                                |                                |                                |  |        |                                |                                |                                |                                |  |  |
|  | São José-RS           | 1                   | 0                   | 1 (1)               |   | Passo Fundo   | 1                              | 0                              | 1                              |                                |  |        |                                |                                |                                |                                |  |  |
|  |                       |                     |                     |                     |   | Passo Fundo   | 1                              | 0                              | 1                              |                                |  |        |                                |                                |                                |                                |  |  |
|  |                       | Glória              | 0                   | 2                   | 2 |               |                                |                                |                                |                                |  |        |                                |                                |                                |                                |  |  |
|  | Glória                | Glória              | 0                   | 2                   | 2 | 2             | 1                              | 3                              |                                |                                |  |        |                                |                                |                                |                                |  |  |
|  | Glória                |                     |                     |                     |   | 2             | 1                              | 3                              |                                |                                |  |        |                                |                                |                                |                                |  |  |
|  | Brasil de Farroupilha | 1                   | 0                   | 1                   |   |               |                                |                                |                                |                                |  |        |                                |                                |                                |                                |  |  |
|  | Brasil de Farroupilha | 1                   | 0                   | 1                   |   |               |                                |                                |                                |                                |  | Glória | 2                              | 1                              | 3                              |                                |  |  |
|  |                       |                     |                     |                     |   |               |                                |                                |                                |                                |  | Glória | 2                              | 1                              | 3                              |                                |  |  |
|  |                       | Novo Hamburgo       | 0                   | 1                   | 1 |               |                                |                                |                                |                                |  |        |                                |                                |                                |                                |  |  |
|  | Novo Hamburgo         | Novo Hamburgo       | 0                   | 1                   | 1 | 1             | 4                              | 5                              |                                |                                |  |        |                                |                                |                                |                                |  |  |
|  | Novo Hamburgo         |                     |                     |                     |   | 1             | 4                              | 5                              |                                |                                |  |        |                                |                                |                                |                                |  |  |
|  | Bagé                  | 1                   | 1                   | 2                   |   |               |                                |                                |                                |                                |  |        |                                |                                |                                |                                |  |  |
|  | Bagé                  | 1                   | 1                   | 2                   |   | Novo Hamburgo | 0                              | 1                              | 1                              |                                |  |        |                                |                                |                                |                                |  |  |
|  |                       |                     |                     |                     |   | Novo Hamburgo | 0                              | 1                              | 1                              |                                |  |        |                                |                                |                                |                                |  |  |
|  |                       | Aimoré              | 0                   | 0                   | 0 |               |                                |                                |                                |                                |  |        |                                |                                |                                |                                |  |  |
|  | Grêmio                | Aimoré              | 0                   | 0                   | 0 | 1             | 0                              | 1                              |                                |                                |  |        |                                |                                |                                |                                |  |  |
|  | Grêmio                |                     |                     |                     |   | 1             | 0                              | 1                              |                                |                                |  |        |                                |                                |                                |                                |  |  |
|  | Aimoré                | 1                   | 1                   | 2                   |   |               |                                |                                |                                |                                |  |        |                                |                                |                                |                                |  |  |

## Campeão
| Copa FGF de 2021            |
| --------------------------- |
| Glória Campeão (1.º título) |